# 恩波里亞 (佛羅里達州)
恩波利亞（英語：Emporia）是位於美國佛羅里達州福祿喜雅縣的一個非建制地區。該地的面積和人口皆未知。

## 地理
恩波利亞的座標為29°12′06″N 81°28′05″W / 29.20167°N 81.46806°W，而該地的平均海拔高度為14米（即46英尺）。